# Acanthagrion indefensum
Acanthagrion indefensum là một loài chuồn chuồn kim trong họ Coenagrionidae.
Acanthagrion indefensum được Williamson miêu tả khoa học năm 1916.